# Ventura Highway
"Ventura Highway" é uma canção de 1972 da banda America de seu álbum Homecoming, escrita por Dewey Bunnell .

## Contexto
Dewey Bunnell, o vocalista e compositor da canção, disse que o trecho "lagartos jacarés no ar" da música é uma referência às formas das nuvens no céu que ele viu em 1963 enquanto sua família dirigia pela costa da Base da Força Aérea de Vandenberg perto de Lompoc, Califórnia, onde um pneu furou. Enquanto seu pai trocava o pneu, seu irmão e ele pararam na beira da estrada e observaram as nuvens e viram uma placa indicando "Ventura".
No livreto da caixa especial Highway, ele afirma que a canção "me lembra a época em que morei em Omaha quando criança e como caminhávamos por campos de milho e mastigávamos pedaços de grama. Havia invernos frios e eu tinha imagens de ir para a Califórnia. Então acho que na música estou falando comigo mesmo, francamente: 'Quanto tempo você vai ficar aqui, Joe?' Eu realmente acredito que 'Ventura Highway' tem o poder mais duradouro de todas as minhas canções. Não são apenas as palavras — a música e a faixa têm uma certa qualidade fresca, vibrante e otimista à qual ainda posso responder". A música tem um tema "Vá para o oeste, jovem" na estrutura de uma conversa entre um velho chamado Joe e um garoto jovem e esperançoso. Joe foi modelado a partir de um velho "rabugento" que conheceu enquanto seu pai estava estacionado em Biloxi, Mississippi, na Base Aérea de Keesler. Ele também declarou: "Lembro-me vividamente de ter essa imagem mental do trecho da costa viajando com minha família quando eu era mais jovem. A própria Ventura Highway não existe de fato, o que eu estava realmente tentando retratar era a Pacific Coast Highway, Highway 1, que vai até a cidade de Ventura".
"São Gerry [Beckley] e Dan [Peek] fazendo uma harmonia em duas guitarras na introdução. Eu me lembro de nós sentados em um quarto de hotel, e eu tocando os acordes, e Gerry pegou aquela linha de guitarra, e ele e Dan trabalharam aquela parte da harmonia. Esse é realmente o gancho da música".

## Recepção
A canção alcançou a oitava posição na Billboard Hot 100 dos Estados Unidos, passando doze semanas nas paradas depois de estrear em 21 de outubro de 1972. Ela também alcançou a posição 43 na UK Singles Chart do Reino Unido, permanecendo nessa parada por quatro semanas.

## Legado
A canção contém a expressão "purple rain" ("chuva roxa"), mais tarde usada como título de uma canção, um álbum e um filme de 1984, do artista Prince. Se alguma conexão realmente existe, tanto Mikel Toombs do The San Diego Union quanto Bob Kostanczuk do Post-Tribune escreveram que Prince obteve o título diretamente de "Ventura Highway". Solicitado a explicar o sentido da frase em "Ventura Highway", Gerry Beckley respondeu: "Você me pegou".
A música conquistou muitos fãs, incluindo o lutador profissional que virou político Jesse Ventura. Bunnell relembrou: "Nós fomos e tocamos na posse do governador Jesse Ventura em Minneapolis. Ele nos pediu isso — sua esposa adora cavalos, e ela sempre amou 'A Horse with No Name', e ele adotou esse nome Ventura. Então, quando ele montou seu elenco de personagens para sua grande festa inaugural, ele queria que nós viéssemos e tocássemos duas músicas, o que fizemos".

## Posição nas paradas musicais
| Parada (1972–73)                            | Melhor posição |
| ------------------------------------------- | -------------- |
| Austrália (Kent Music Report)               | 28             |
| Canadá (RPM Top Singles)                    | 5              |
| Canadá (RPM Adult Contemporary)             | 42             |
| Nova Zelândia (Listener)                    | 12             |
| Reino Unido (Official Charts Company)       | 42             |
| Estados Unidos (Billboard Easy Listening)   | 3              |
| Estados Unidos (Billboard Hot 100)          | 8              |
| Estados Unidos (Cash Box Top 100)           | 8              |
| Estados Unidos (Record World Singles Chart) | 7              |

| Parada (1972)                               | Posiçao |
| ------------------------------------------- | ------- |
| Estados Unidos (Joel Whitburn's Pop Annual) | 80      |